# Conus escondidai
Conus escondidai é uma espécie de gastrópode do gênero Conus, pertencente à família Conidae.